# Salmophasia balookee
Salmophasia balookee és una espècie de peix de la família dels ciprínids i de l'ordre dels cipriniformes.

## Morfologia
Els adults poden assolir fins a 15 cm de longitud total.

## Distribució geogràfica
Es troba a l'Índia i Myanmar.